# Feel (studio)
Pour les articles homonymes, voir Feel.
Feel inc. (有限会社フィール, Yūgen gaisha (en) Fīru), stylisé feel., est un studio d'animation japonaise situé à Koganei dans la préfecture de Tokyo, au Japon, fondé le 26 décembre 2002.

## Histoire
Le studio a été fondé par d'anciens membres du Studio Pierrot en 2002 et s'installe à Musashino dans la préfecture de Tokyo. L'année suivante, le réalisateur Munenori Nawa et son équipe rejoignent le studio. En 2005, le studio réalise sa première production indépendante, Jinki:Extend. En 2007, le studio déménage dans la ville de Koganei à Tokyo. En septembre 2015, le siège social est transféré dans un bâtiment nouvellement construit toujours à Koganei (dans le même bâtiment où se trouvent les studios d'animation ZEXCS et Assez Finaud Fabric. ; ces trois studios sont regroupés autour de la société holding Fan Media Co., Ltd. en tant que filiales).
Le studio travaille fréquemment avec les studios Gainax, Seven Arcs et ufotable.

## Production

### Séries télévisées
| Année | Titre                                                  | Dates de 1re diffusion | Dates de 1re diffusion | Nb. éps. | Notes |
| Année | Titre                                                  | Début                  | Fin                    | Nb. éps. | Notes |
| ----- | ------------------------------------------------------ | ---------------------- | ---------------------- | -------- | --- |
| 2005  | Jinki:Extend                                           | 5 janvier 2005         | 23 mars 2005           | 12       | Basée sur le manga de Shirō Tsunashima.                                                                          |
| 2005  | Futakoi alternative                                    | 6 avril 2005           | 29 juin 2005           | 13       | Projet original ; coproduite avec ufotable et Studio Flag.                                                       |
| 2006  | Da Capo: Second Season                                 | 3 juillet 2006         | 25 décembre 2006       | 26       | Suite de Da Capo précédemment produite par ZEXCS et basée sur le visual novel pour adultes développé par Circus. |
| 2006  | Otome wa boku ni koishiteru                            | 7 octobre 2006         | 23 décembre 2006       | 12       | Basée sur le visual novel pour adultes de Caramel Box.                                                           |
| 2007  | Nagasarete Airantō                                     | 4 avril 2007           | 26 septembre 2007      | 26       | Basée sur le manga de Takeshi Fujishiro.                                                                         |
| 2007  | Da Capo II                                             | 1er octobre 2007       | 24 décembre 2007       | 13       | Basée sur le visual novel pour adultes développé par Circus et suite de la série des Da Capo.                    |
| 2008  | Da Capo II: Second Season                              | 5 avril 2008           | 28 juin 2008           | 13       | Suite de Da Capo II.                                                                                             |
| 2008  | Shikabane hime (en)                                    | 2 octobre 2008         | 26 mars 2009           | 26       | Basée sur le manga de Yoshiichi Akahito ; coproduite avec Gainax.                                                |
| 2009  | Kanamemo (en)                                          | 5 juillet 2009         | 27 septembre 2009      | 13       | Basée sur le manga de Shoko Iwami.                                                                               |
| 2010  | Kiss × sis                                             | 5 avril 2010           | 21 juin 2010           | 12       | Basée sur le manga de Bow Ditama.                                                                                |
| 2010  | Yosuga no Sora                                         | 4 octobre 2010         | 20 décembre 2010       | 12       | Basée sur le visual novel pour adultes de Sphere.                                                                |
| 2010  | Fortune Arterial (en)                                  | 8 octobre 2010         | 24 décembre 2010       | 12       | Basée sur le visual novel pour adultes d'August ; coproduite avec ZEXCS.                                         |
| 2011  | Mayo Chiki!                                            | 8 juillet 2011         | 30 septembre 2011      | 13       | Basée sur la série de light novel écrite par Hajime Asano et illustrée par Seiji Kikuchi.                        |
| 2012  | Papa no iu koto o kikinasai! (ja)                      | 10 janvier 2012        | 27 mars 2012           | 12       | Basée sur la série de light novel écrite par Tomohiro Matsu et illustrée par Yuka Nakajima.                      |
| 2012  | Dakara boku wa, H ga dekinai (en)                      | 6 juillet 2012         | 24 septembre 2012      | 12       | Basée sur la série de light novel écrite par Pan Tachibana et illustrée par Yoshiaki Katsurai.                   |
| 2013  | Minami-ke: Tadaima                                     | 5 janvier 2013         | 30 mars 2013           | 13       | 4e saison de la série d'animation basée sur le manga de Koharu Sakuraba.                                         |
| 2013  | Ketsuekigata-kun! (ja)                                 | 7 avril 2013           | 30 juin 2013           | 13       | Basée sur le webtoon de Real Crazy Man ; coproduite avec Assez Finaud Fabric.                                    |
| 2013  | Outbreak Company                                       | 3 octobre 2013         | 19 décembre 2013       | 12       | Basée sur la série de light novel écrite par Ichirō Sakaki et illustrée par Yūgen.                               |
| 2014  | Locodol (en)                                           | 4 juillet 2014         | 19 septembre 2014      | 12       | Basée sur le manga de Kōtarō Kosugi.                                                                             |
| 2014  | Jinsei (ja)                                            | 6 juillet 2014         | 28 septembre 2014      | 12       | Basée sur la série de light novel écrite par Ougyo Kawagishi et illustrée par Meruchi Nanase.                    |
| 2014  | Ushinawareta mirai wo motomete (ja)                    | 4 octobre 2014         | 20 décembre 2014       | 12       | Basée sur le visual novel pour adultes de Trumple.                                                               |
| 2015  | Ketsuekigata-kun! 2 (ja)                               | 8 janvier 2015         | 26 mars 2015           | 12       | Suite de Ketsuekigata-kun! ; coproduite avec Assez Finaud Fabric.                                                |
| 2015  | Yahari ore no seishun Love Come wa machigatteiru. Zoku | 3 avril 2015           | 26 juin 2015           | 13       | Suite de Yahari ore no seishun Love Come wa machigatteiru. précédemment produite par Brain's Base.               |
| 2015  | Bikini Warriors                                        | 8 juillet 2015         | 23 septembre 2015      | 12       | Projet d'une franchise créée par Hobby Japan ; coproduite avec PRA.                                              |
| 2015  | Suzakinishi the Animation (ja)                         | 8 juillet 2015         | 23 septembre 2015      | 12       | Basée sur le programme radio d'anime SuzakiNishi d'Aya Suzaki et d'Asuka Nishi.                                  |
| 2015  | Makura no Danshi (en)                                  | 14 juillet 2015        | 29 septembre 2015      | 12       | Projet original coproduit avec Assez Finaud Fabric.                                                              |
| 2015  | Ketsuekigata-kun! 3 (ja)                               | 13 octobre 2015        | 29 décembre 2015       | 12       | Suite de Ketsuekigata-kun! 2 ; coproduite avec Assez Finaud Fabric. et ZEXCS.                                    |
| 2016  | Dagashi kashi                                          | 8 janvier 2016         | 1er avril 2016         | 12       | Basée sur le manga de Kotoyama.                                                                                  |
| 2016  | Oshiete! Galko-chan (ja)                               | 8 janvier 2016         | 25 mars 2016           | 12       | Basée sur le manga de Kenya Suzuki.                                                                              |
| 2016  | Ketsuekigata-kun! 4 (ja)                               | 12 janvier 2016        | 29 mars 2016           | 12       | Suite de Ketsuekigata-kun! 3 ; coproduite avec Assez Finaud Fabric. et ZEXCS.                                    |
| 2016  | Kono bijutsu-bu ni wa mondai ga aru! (ja)              | 8 juillet 2016         | 23 septembre 2016      | 12       | Basée sur le manga d'Imigimuru.                                                                                  |
| 2017  | Tsuki ga kirei                                         | 7 avril 2017           | 30 juin 2017           | 12       | Projet original.                                                                                                 |
| 2018  | Hinamatsuri                                            | 6 avril 2018           | 22 juin 2018           | 12       | Basée sur le manga de Masao Ōtake.                                                                               |
| 2018  | ISLAND                                                 | 1er juillet 2018       | 16 septembre 2018      | 12       | Basée sur le visual novel de Frontwing (en).                                                                     |
| 2019  | Kono yo no hate de koi o utau shōjo YU-NO (en)         | 2 avril 2019           | 1er octobre 2019       | 26       | Basée sur le remake de visual novel pour adultes de YU-NO par 5pb., créé à l'origine par ELF Corporation.        |
| 2020  | Yahari ore no seishun Love Come wa machigatteiru. Kan  | 10 juillet 2020        | 25 septembre 2020      | 12       | Suite de Yahari ore no seishun Love Come wa machigatteiru. Zoku.                                                 |
| 2020  | Ochikobore Fruit Tart (ja)                             | 12 octobre 2020        | 28 décembre 2020       | 12       | Basée sur le manga de Sō Hamayumiba,.                                                                            |
| 2021  | Remake Our Life!                                       | 3 juillet 2021         | 25 septembre 2021      | 12       | Basée sur la série de light novel écrite par Nachi Kio.                                                          |
| 2022  | Kumichō musume to sewagakari (en)                      | 7 juillet 2022         | 22 septembre 2022      | 12       | Basée sur le manga de Tsukiya ; coproduite avec Gaina.                                                           |
| 2023  | Spy Classroom                                          | 5 janvier 2023         | 30 mars 2023           | 12       | Basée sur la série de light novel écrite par Takemachi.                                                          |
| 2023  | Spy Classroom (saison 2)                               | 13 juillet 2023        | 28 septembre 2023      | 12       | Suite de Spy Classroom.                                                                                          |

### ONA
- Kakuchō shōjo-kei Trinary (ja) (34 épisodes) (avril 2017 - novembre 2017)

### OAV
- Growlanser IV: Wayfarer of the Time (en) (1 OAV) (2005) (avec ZEXCS)
- Jinki:Extend (1 OAV) (2006)
- Strait Jacket (en) (3 OAV) (2007 - 2008)
- Kiss × sis - OAV (12 OAV) (2008 - 2015)
- Fortune Arterial (en) (1 OAV) (2011) (avec ZEXCS)
- Minami-ke: Tadaima (2 OAV) (2012 - 2013)
- Dakara boku wa, H ga dekinai (en) (1 OAV) (2013)
- Papa no iu koto o kikinasai! (ja) (2 OAV) (2013 - 2015)
- Locodol (en) (2 OAV) (2015 - 2016)
- Yahari ore no seishun Love Come wa machigatteiru. Zoku (1 OAV) (2016)
- Bikini Warriors (5 OAV) (2016 - 2018)
- Oshiete! Galko-chan (ja) (1 OAV) (2017)
- Kono yo no hate de koi o utau shōjo YU-NO (en) (1 OAV) (2019)